# Marguerite Buist
Marguerite Gay Buist (* 29. Dezember 1962 in Wanganui) ist eine ehemalige neuseeländische Marathonläuferin.
Bei den Olympischen Sommerspielen 1992 startete sie im Marathon, musste jedoch vorzeitig aufgeben.
1990 wurde Buist mit der neuseeländischen Gedenkmedaille ausgezeichnet.